# John Stanley Kenneth Arnold
John Stanley Kenneth Arnold (Sheffield, Reino Unido, 12 de junho de 1953) é um clérigo católico romano inglês e bispo de Salford.

## Estudos
John Arnold nasceu em Sheffield, na diocese de Hallam. Completou seus estudos secundários na Grace Dieu Manor School e depois no Rosminian Radcliffe College, em Leicestershire. Posteriormente, ele estudou direito no Trinity College, em Oxford, e foi admitido na Ordem dos Advogados de Middle Temple como barrister, após estudar no Council of Legal Education, atuando por três anos como advogado civil especialmente qualificado.
Após entrar no noviciado do Instituto de Caridade (Rosminianos) e fazer votos simples em 1978, ele começou seus estudos na Pontifícia Universidade Gregoriana em Roma. Em 1981, John foi transferido para a Arquidiocese de Westminster, continuando seus estudos no Venerável English College em Roma e concluindo uma licença e um doutorado em Direito Canônico. Foi ordenado diácono pelo Cardeal George Basil Hume, OSB, em 27 de novembro de 1982. Arnold recebeu o Sacramento da Ordem em 16 de julho de 1983, na Igreja de Nossa Senhora de Beauchief e São Tomás de Canterbury em Sheffield, pelo Arcebispo de Westminster, Cardeal Hume, OSB.

## Sacerdócio
Após terminar seus estudos em Roma, retornou a Westminster. Ocupou os seguintes cargos pastorais: Capelão na Catedral e no Hospital de Westminster (1985-1988), Administrador Adjunto da Catedral (1988-1993), Pároco de Nossa Senhora do Monte Carmelo e São Jorge, Enfield, servindo também como Promotor de Justiça. A partir de 2001, foi Vigário Geral e Chanceler da Arquidiocese de Westminster. Em 2003, foi nomeado pelo Papa João Paulo II como Capelão da Casa Pontifícia.
Outras funções incluíram auxiliar na compilação de dois livros publicados pelo Cardeal Hume; Light in the Lord e Towards a Civilisation of Love. Tendo contribuído para AIDS: Meeting the Community Challenge, ele publicou 'The Quality of Mercy, a fresh look at the Sacrament of Reconciliation em 1993.

## Episcopado
Em 6 de dezembro de 2005, o Papa Bento XVI o nomeou Bispo Titular de Lindisfarna e Bispo Auxiliar de Westminster. Recebeu a ordenação episcopal na Catedral de Westminster, através do Arcebispo de Westminster, Cardeal Cormac Murphy-O'Connor, em 2 de fevereiro de 2006; os co-consagradores foram o Arcebispo de Birmingham, Vincent Nichols, e o Bispo Auxiliar Emérito de Westminster, James Joseph O'Brien.
Em setembro de 2011, Arnold foi selecionado pela Congregação para a Doutrina da Fé para liderar uma visita apostólica à Abadia de Ealing para investigar extensas alegações de abuso infantil na abadia. Mais tarde, ele recebeu críticas por sua condução da investigação, incluindo cartas ao The Times alegando que ele não se encontrou com os reclamantes e não revisou suas evidências e por suas respostas a uma entrevista na BBC Radio 4 e seria chamado em 2019 para prestar depoimento sobre o assunto ao conselho de inquérito independente sobre abuso sexual infantil (IICSA).
Na Conferência Episcopal Católica da Inglaterra e do País de Gales, foi presidente da Agência Católica para o Desenvolvimento Ultramarino (CAFOD), membro do Departamento de Assuntos Internacionais e Administrador da Caritas Social Action Network.
O Papa Francisco o nomeou Bispo de Salford em 30 de setembro de 2014. A posse ocorreu em 8 de dezembro do mesmo ano.
Em 2015, Arnold iniciou um período de consulta para preparar a diocese para o futuro. Uma Proposta de Reestruturação foi publicada em julho de 2016, com feedback convidado até outubro. O plano final foi então publicado em janeiro de 2017. Os planos envolvem uma redução drástica no número de paróquias e igrejas dentro da diocese. Em fevereiro de 2021, 17 igrejas foram fechadas sob esta consulta, com uma delas, a igreja do Santo Rosário em Fitton Hill, nomeada pela conservacionista Henrietta Billings como uma preocupação patrimonial, chamando-a de uma ameaça ao mosaico e afresco de Georg Mayer-Marton em seu interior. Após uma campanha, a igreja foi listada como edifício de Grau II em agosto de 2022.
Arnold foi o Bispo Principal da Conferência Episcopal Católica da Inglaterra e do País de Gales para o Meio Ambiente, e tem trabalhado para converter o terreno da sua residência oficial, Wardley Hall, num Centro Laudato Si', a ser usado para formação e liderança de esforços na Igreja Católica sobre as alterações climáticas. O bispo foi nomeado Bencher da Middle Temple e Fellow Honorário do Trinity College, Oxford. Por muitos anos, também atuou como como presidente do Conselho de Educação Católica de Oxford e Cambridge (OCCEB).
Em novembro de 2021, foi anunciado um grande projeto de renovação para a Catedral de Salford, exigindo o fechamento do edifício de março de 2023 a dezembro de 2024.